# Johnny Stark
Pour les articles homonymes, voir Stark.
 (juillet 2017).
Si vous disposez d'ouvrages ou d'articles de référence ou si vous connaissez des sites web de qualité traitant du thème abordé ici, merci de compléter l'article en donnant les références utiles à sa vérifiabilité et en les liant à la section « Notes et références ».
Roger Stark, dit Johnny Stark, est un agent artistique français, né le 29 août 1922 à Huningue (Haut-Rhin) et mort le 24 avril 1989 à Suresnes (Hauts-de-Seine),,. Il est l'imprésario de la chanteuse Mireille Mathieu, de 1965 à 1989.

## Biographie

### Jeunesse et formation
Roger Oscar Émile Stark naît le 29 août 1922 à Huningue, dans le Haut-Rhin. Son père est le colonel Stark, notable alsacien, puis horticulteur possédant des propriétés à Cagnes, et sa mère (née Julie Chappuit) corse. Il grandit en Corse jusqu'à l'âge de 11 ans, avant d'aménager sur la Côte d'Azur, entre Cagnes-sur-Mer et Antibes, et principalement à Cannes où il fréquente l'école de La Bocca.
En 1941, au cours de la Seconde Guerre mondiale, il s'engage comme volontaire en Afrique du Nord. C'est au contact des troupes américaines (spectacles aux armées) qu'il apprend le métier d’imprésario. À la fin de la guerre, entre 1944 et 1946, il vit à Hong Kong et revient à Cannes en mai 1946.

### Carrière
Le 15 août de cette année-là, Johnny Stark organise « La nuit des vedettes », au stade des Hespérides, à Cannes. Il réunit Édith Piaf, Yves Montand, Lily Fayol, Reda Caire, Marie Bizet, Johnny Hess et l'orchestre d'Aimé Barelli, plus une partie sportive avec Marcel Cerdan, Laurent Dauthuille, Robert Charron, , etc.. L'addition se révèle très lourde : il perd un million de francs de l'époque. « On apprend ainsi le métier », conclura-t-il avec philosophie.
Il organise ensuite des tournées avec Tino Rossi, Luis Mariano, Roger Pierre et Jean-Marc Thibault, et s'occupe de Gloria Lasso, Dalida et Marino Marini. Il crée le Théâtre de Verdure (Juan-les-Pins), où il engage en 1947, ainsi que pour la Corse, un programme avec Édith Piaf en vedette et Jil et Jan en vedettes américaines.
Loulou Gasté décèle les nombreuses qualités de Johnny Stark et lui demande de devenir l'imprésario de Line Renaud en 1949. Line Renaud et Loulou Gasté se marient le 19 décembre 1950, Nanou Taddéi, l'épouse de Johnny Stark, est leur témoin.
En 1960, Johnny Stark rencontre Johnny Hallyday à l'Alhambra. Après la rupture, en 1961, entre Hallyday et la maison de disques Vogue, Stark devient le nouvel imprésario du chanteur, fonction qu'il occupe jusqu'en 1965, tous deux signent un contrat chez Philips. Plus tard[Quand ?], il devient également impresario de Sylvie Vartan[Information douteuse] et d'Hugues Aufray[réf. nécessaire].
Vers le milieu des années 1960, il cherche une chanteuse capable de reprendre la place laissée vacante par la disparition d’Édith Piaf. On lui propose le nom de plusieurs chanteuses, dont, peut-être, celui de Michèle Torr.
C'est à l'occasion du passage de Mireille Mathieu au Jeu de la Chance (Télé-Dimanche, ORTF) qu'il mesure tout le profit qu'il a à prendre en main cette jeune débutante. De 1965 à 1989, il devient l'imprésario de Mireille Mathieu et l'aide à devenir une vedette internationale, tout en lui imposant un rythme de travail très dur : « Il m'a souvent fait pleurer », confie la chanteuse après sa disparition, mais, selon Maritie Carpentier : « Il y avait une formidable complicité entre eux ».
De 1967 à 1970, il se charge également de la carrière du chanteur Michel Delpech, qui quitte Festival pour Barclay Records. À la fin des années 1960, Eddie Barclay lui présente Gérard Majax qui restera deux ans avec l'imprésario, après avoir passé une audition publique au palais des Festivals à Cannes, lors du spectacle de Mireille Mathieu.
Le 21 novembre 1971, il reçoit une claque de Guy Béart qui lui reproche de tenter d'avantager Mireille Mathieu dans l'émission Télé Dimanche, en particulier en ce qui concerne le temps d'antenne de chacun. Johnny Stark porte plainte, et le tribunal de police condamne Guy Béart à 60 francs d'amende, et au versement d'un franc symbolique à sa victime[réf. nécessaire].

### Mort
Johnny Stark meurt à la suite d'un infarctus, le 24 avril 1989 à Suresnes, dans les Hauts-de-Seine,. Il repose au cimetière Saint-Véran à Avignon, dans le tombeau de la famille Mathieu.

### Vie personnelle
Johnny Stark s'est marié deux fois : un premier mariage avec Nanou Taddei, dont il divorce en 1962, et une seconde union avec Nicole Bertho, dont il aura une fille, Vincence, se solde également par un divorce dans les années 1980.

## Johnny Stark et la Foire aux vins d'Alsace
Le nom de Johnny Stark est lié à l'histoire du festival de musique de Colmar. En 1957, un cabaret colmarien chargé d'animer les soirées de la Foire aux vins lui confie la programmation. En 1958, ce dernier frappe un grand coup : Luis Mariano, Dalida et Jean Yanne passent à Colmar.
Le Festival de la Foire aux vins d'Alsace de Colmar, qu'il organise jusqu'en 1973, accueille de nombreuses vedettes et attire durant cette période autour de 150 000 personnes.

## «La Bedoule»
« La Bedoule », propriété de Johnny Stark située à Roquefort-la-Bédoule, près de Cassis, est une mini-copie de la propriété de John Wayne à Albuquerque (Nouveau-Mexique). Le style mexicain prime dans la décoration et l'architecture des différents corps de bâtiment. On y trouve un sauna, une piscine, une salle de cinéma.

## Citations
- « Je suis un homme très simple qui mène une vie très simple, j'aime mon travail… la seule chose qui me mette en colère, c'est qu'on écrive mon nom avec un c… » », citée par Nicole Duault dans France Soir.
- « Je ne suis pas un homme d'argent, je suis un directeur artistique. » (ibidem)